# Мнасей (военачальник)
Мнасей, Мнасеас (др.-греч. Μνασέας)  — фокидский военачальник IV века до н. э.

## Биография
Мнасей принадлежал к числу самых влиятельных и богатых людей в Фокиде. Согласно Аристотелю, между Мнасеем и отцом Ономарха Эвфикратом возникла ссора, «которая послужила для фокидян началом Священной войны». По замечанию Фролова Э. Д., каким образом эти события оказались связанными между собой, можно только догадываться, так как Аристотель не даёт никаких подробностей на этот счёт.
Однако впоследствии, по всей видимости, произошло примирение Мнасея с семьей Эвфикрата, скреплённое, предположительно, родственным союзом. Примерно в начале 351 года до н. э. от тяжелого заболевания скончался лидер фокидян Фаилл. Перед смертью он передал власть своему племяннику, сыну Ономарха, Фалеку (по словам Павсания, отцом Фалека был сам Фаилл), стремясь закрепить авторитарные полномочия за близкими ему людьми и обеспечить непрерывность курса внешней и внутренней политики Фокиды.Так как Фалек был ещё слишком юным, то его опекунство Фаилл поручил Мнасею. Точно неизвестно, было ли воля Фаилла официально подтверждена постановлением народного собрания, но эти события ещё раз подчеркнули сложившуюся династическую традицию политического режима тирании в Фокиде.
В этом же году в западной Беотии возобновились активные военные действия между фокидянами и их противниками. Кампанией фокидян должен был руководить Мнасей, однако в самом её начале во время ночной стычки он погиб, и Фалеку пришлось принять властные полномочия на себя.
Сыном Мнасея был Мнасон.